# 钱桥镇
钱桥镇是安徽省枞阳县所辖的一个镇，位于枞阳县北部，距县城41公里。全镇总面积87.93平方公里，耕地面积4.4万，总人口5.67万人，其中非农业人口约3千人。2005年至2007年全镇生产总值分别为1.8亿元、2.1亿元、2.4亿元。